# Hejiang

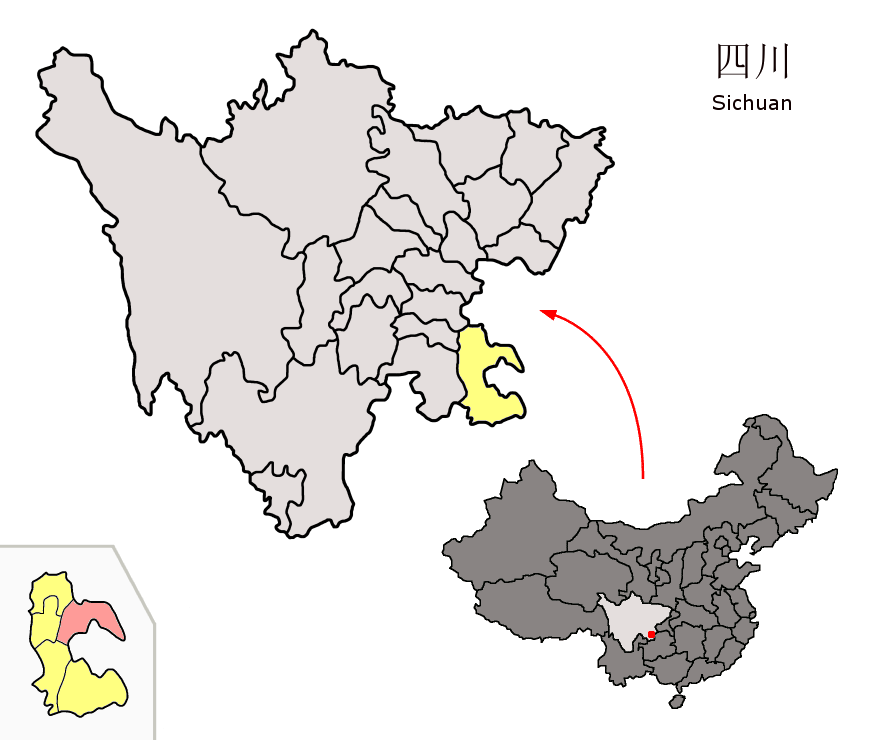
Lage des Kreises Hejiang (rosa) in der bezirksfreien Stadt Luzhou (gelb).

Der Kreis Hejiang (chinesisch 合江县, Pinyin Héjiāng Xiàn) ist ein Kreis der bezirksfreien Stadt Luzhou in der chinesischen Provinz Sichuan am Südrand des Sichuan-Beckens. Er hat eine Fläche von 1.780 Quadratkilometern und zählt 688.731 Einwohner (Stand: Zensus 2020).

## Administrative Gliederung
Auf Gemeindeebene setzt sich der Kreis aus siebzehn Großgemeinden und zehn Gemeinden zusammen. 